# Krapanj
Krapanj ist eine kleine Insel vor der Küstenstadt Šibenik in Kroatien.

## Lage und Einwohner
Krapanj liegt 300 Meter vor der Festlandküste beim Ort Brodarica und ist die kleinste und dichtestbesiedelte Insel des Šibeniker Archipels und mit einer maximalen Höhe von 1,5 Meter auch die flachste.

## Geschichte
Neben der Fischerei und der Landwirtschaft machten sich die Bewohner als Schwammtaucher seit Jahrhunderten weit herum einen Namen.